# Julia Sikorska
Julia Sikorska, död 1775, var en polsk skådespelare. 
Hon hade en kort men uppmärksammad karriär vid nationalteatern i Warszawa 1774-1775, där hon gjorde succé i rollerna som hjältinnor och subretter. Hon var föregångare till Agnieszka Truskolaska, som anställdes för att ersätta henne. 
Hon var gift med kollegan Kazimierz Owsiński.